# Penny Robinson
Penélope Roberta Robinson, más conocida como Penny Robinson, es un personaje de la serie de televisión Perdidos en el espacio interpretado por Angela Cartwright, por Lacey Chabert en la adaptación fílmica y por Mina Sundwall en la serie de Netflix de 2018.

## Serie original
Nacida el 9 de septiembre de 1985, en Los Ángeles, California. Penny es una niña bastante inteligente (su coeficiente intelectual es de 147) casi al nivel de su hermano menor Will. A los 12 años había alcanzado el décimo grado y se unió a los Space Scouts, un cuerpo creado por los Cuerpos Espaciales para enrolar jóvenes exploradores, y fue incluso electa presidenta
Penny adoptó a una primate extraterrestre de aspecto similar a un chimpancé como mascota a la que llamó Debbie. 
Penny es también una niña noble, fantasiosa e imaginativa. Muchos de los capítulos que protagonizó tenían que ver con temas de fantasía e inocencia. 

## Película
En la película es interpretada por Lacey Chabert, con un aspecto más gótico y un comportamiento más rebelde, teniendo una pésima relación con sus padres y hermanos.

## Piloto de 2003
El piloto producido por The WB Television Network para una nueva serie denominada The Robinsons que nunca fue estrenada presenta a Penny como una bebé de brazos. 

## Serie de 2018
La actriz seleccionada para interpretar a Penny es Mina Sundwall. 